# Động đất Al Hoceima 2004
Động đất Al Hoceima 2004 (tiếng Ả Rập: زلزال الحسيمة 2004, tiếng Pháp: Séisme de 2004 à Al Hoceima) là trận động đất xảy ra vào lúc 2:27, ngày 24 tháng 2 năm 2004. Trận động đất có cường độ 6.3 richter, tâm chấn độ sâu khoảng 12,2 km. Hậu quả trận động đất đã làm 631 người chết, 926 người bị thương.